# Хина (язык)
Хина (англ. hina, besleri, mina) — один из чадских языков. Распространён в 20 селениях к югу от города Моколо в общине Хина департамента Майо-Цанага Крайнесеверного региона в Камеруне. Относится к центральночадской ветви языков. Численность говорящих — около 11 000 человек (2000). Язык бесписьменный.
Язык хина разделяется на диалекты беслери, гамдугун, джингджинг (дзумдзум). Фрайзингер и Джонстон выделили в языке хина три диалекта — дзундзун, кефеджевренг, марбак; эти же три диалекта отмечены также в справочнике языков мира Ethnologue. Наиболее близок хина язык маджера.